# Hoplitis paroselae
Hoplitis paroselae är en biart som beskrevs av Michener 1947. Den ingår i släktet gnagbin och familjen buksamlarbin. Inga underarter finns listade i Catalogue of Life.

## Beskrivning
Arten är ett kraftigt byggt bi med övervägande svart grundfärg. Delar av benen är dock röda, och hanens käkar är till största delen tegelfärgade (honan har i stället en mindre del strax bakom spetsen rödfärgad). Vingarna är genomskinliga, men ribborna är brunsvarta. Tergiternas bakkanter är brunaktiga. Behåringen är vitaktig, tät och riklig i ansiktet, speciellt hos hanen, glesare på bakkroppen. Kroppslängden är 11,5 till 12,5 mm hos hanen, 9 till 11 mm hos honan.

## Utbredning
Utbredningsområdet omfattar västra USA: Kalifornien, Nevada, Arizona och Utah.

## Ekologi
Hoplitis paroselae är polylektisk, den flyger till blommande växter från flera familjer, som ärtväxter, strävbladiga växter, kransblommiga växter, brännreveväxter, malvaväxter, slideväxter, flenörtsväxter och pockenholtsväxter.
Som alla gnagbin är arten solitär, honan svarar själv för bobyggnaden och omsorgen om avkomman.